# Nowa Wrona (powiat nowodworski)
Nowa Wrona – wieś sołecka w Polsce położona w województwie mazowieckim, w powiecie nowodworskim, w gminie Nasielsk.
Wieś powstała 1 lipca 1976 w związku z podziałem wsi Nowa Wrona na dwie odrębne miejscowości w dwóch róźnych gminach (a od 1999 także powiatach). Drugą wsią jest Nowa Wrona.
W latach 1975–1998 miejscowość należała administracyjnie do województwa ciechanowskiego.